# IC 1105
IC 1105 — галактика типу S0 (спіральна галактика) у сузір'ї Змія.
Цей об'єкт міститься в оригінальній редакції індексного каталогу.